# Projekt Arado
Projekt Arado ist der Name eines Kriegs- und Erlebnismuseums in der niederschlesischen Kreisstadt Kamienna Góra (deutsch Landeshut in Schlesien).
Hier wurde während des Zweiten Weltkriegs ein ausgedehnter unterirdischer Baukomplex errichtet, der heute als „Hitlers verlorenes Labor“ (polnisch Zaginione Laboratorium Hitlera) besichtigt werden kann.

## Geschichte
Projekt Arado ist ein heutzutage öffentlich zugänglicher Baukomplex in Polen, in den unterirdische Anlagen aus der Zeit des Zweiten Weltkriegs integriert sind. Das Konzept der Erlebnisführung besteht darin, dem Publikum zu vermitteln, dass es im Rahmen einer „verdeckten Mission“ die hier verborgenen „deutschen Geheimnisse“ erkunden kann.
Die unterirdischen Räumlichkeiten stammen aus dem Zweiten Weltkrieg und wurden hier, im damaligen Großdeutschen Reich gebaut, um Teile für „Vergeltungswaffen“, wie „V1“ und „V2“, zu produzieren. Unter anderem wurde hier ein „bombensicherer“ Produktionsstandort der Arado Flugzeugwerke eingerichtet, in dem das weltweit erste  strahlgetriebene Bombenflugzeug Arado Ar 234 gefertigt wurde.
Damals war die Region um Landeshut in Schlesien eines der Zentren der deutschen Luftfahrtindustrie. Unter Einsatz von Zwangsarbeitern wurden die unterirdischen Fabrik- und Lagerhallen geschaffen, um hier die Rüstungsproduktion geschützt vor alliierten Angriffen fortsetzen zu können.

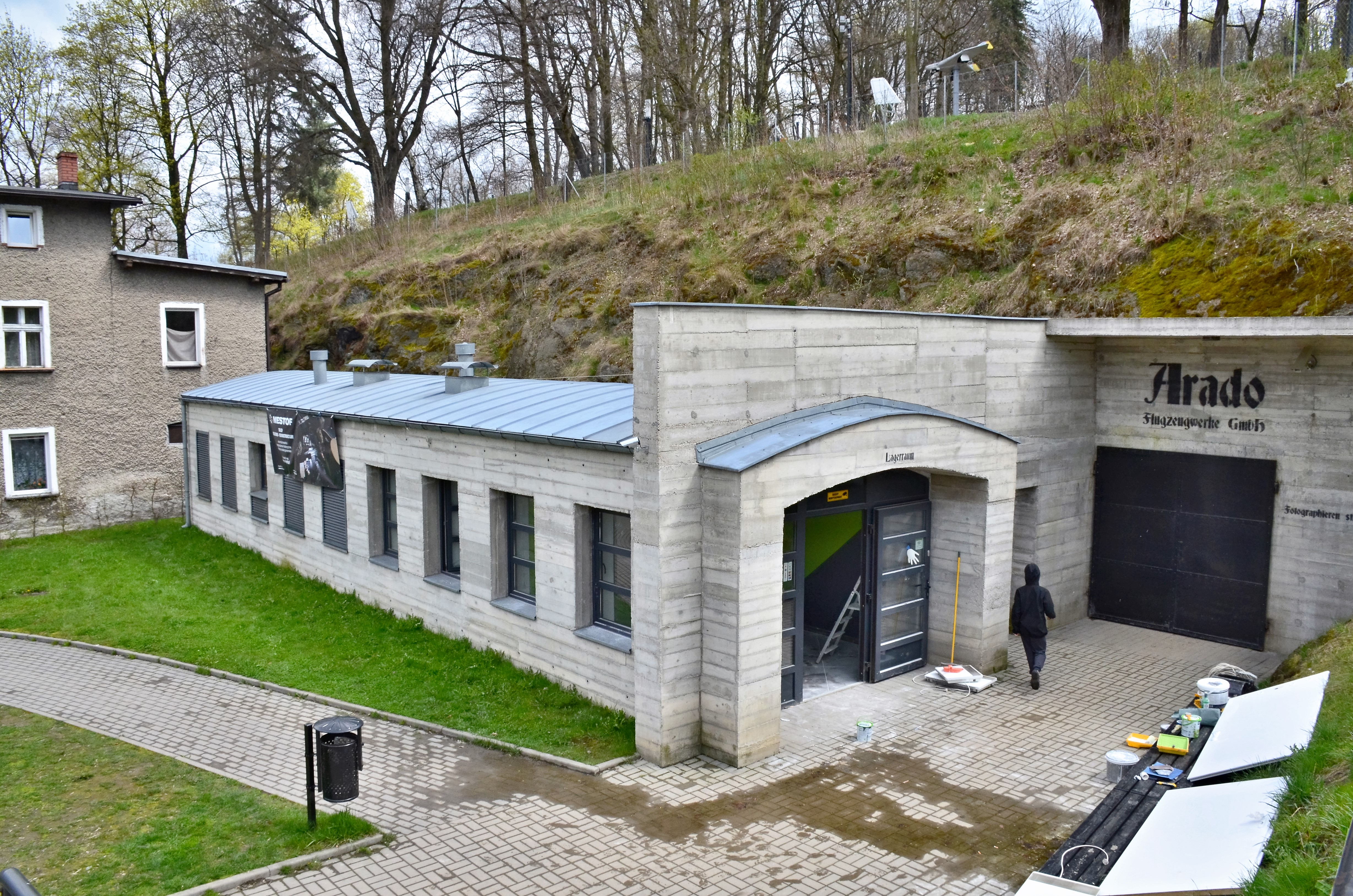
Eingangsbereich
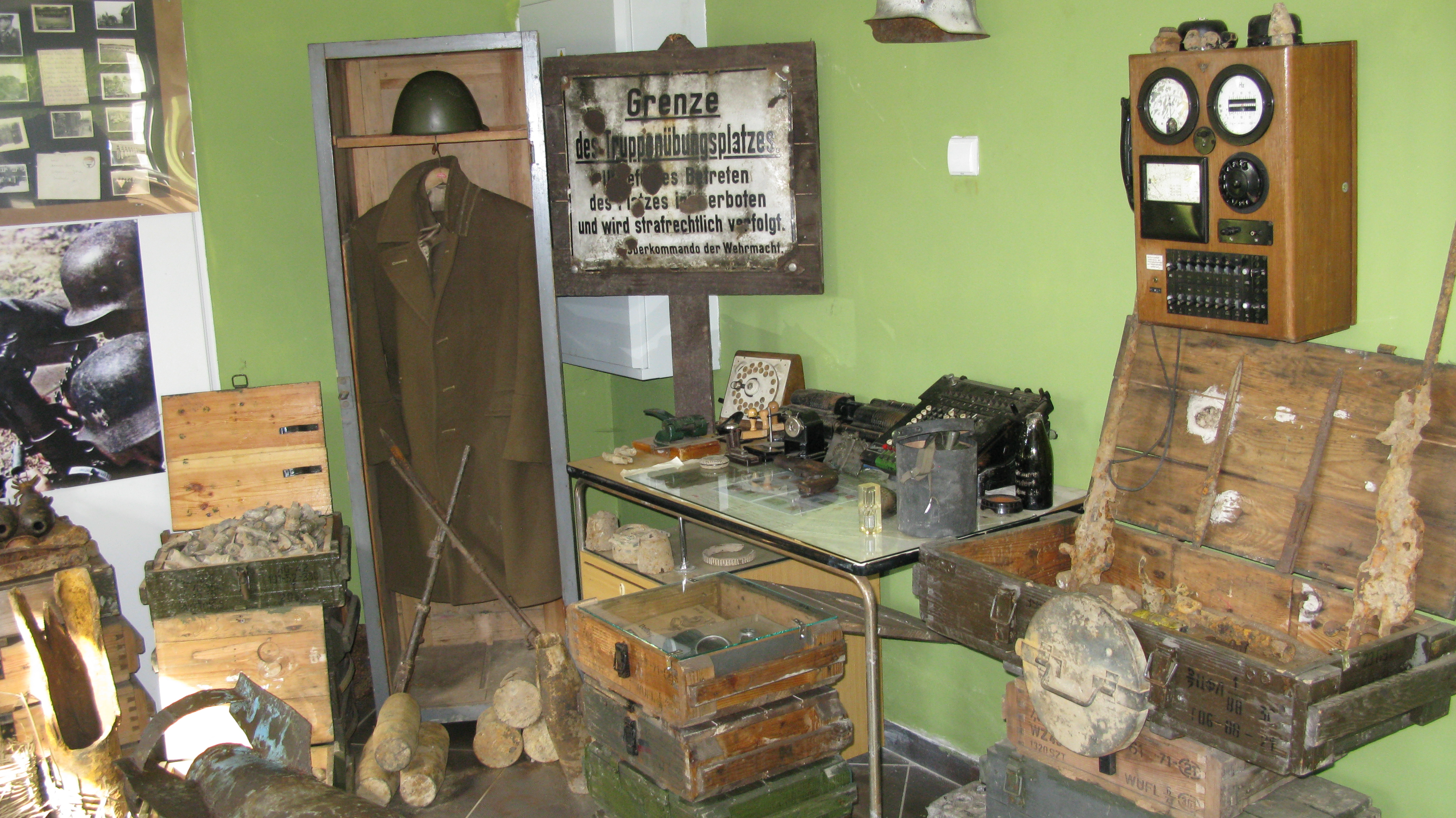
Ausrüstungsgegenstände
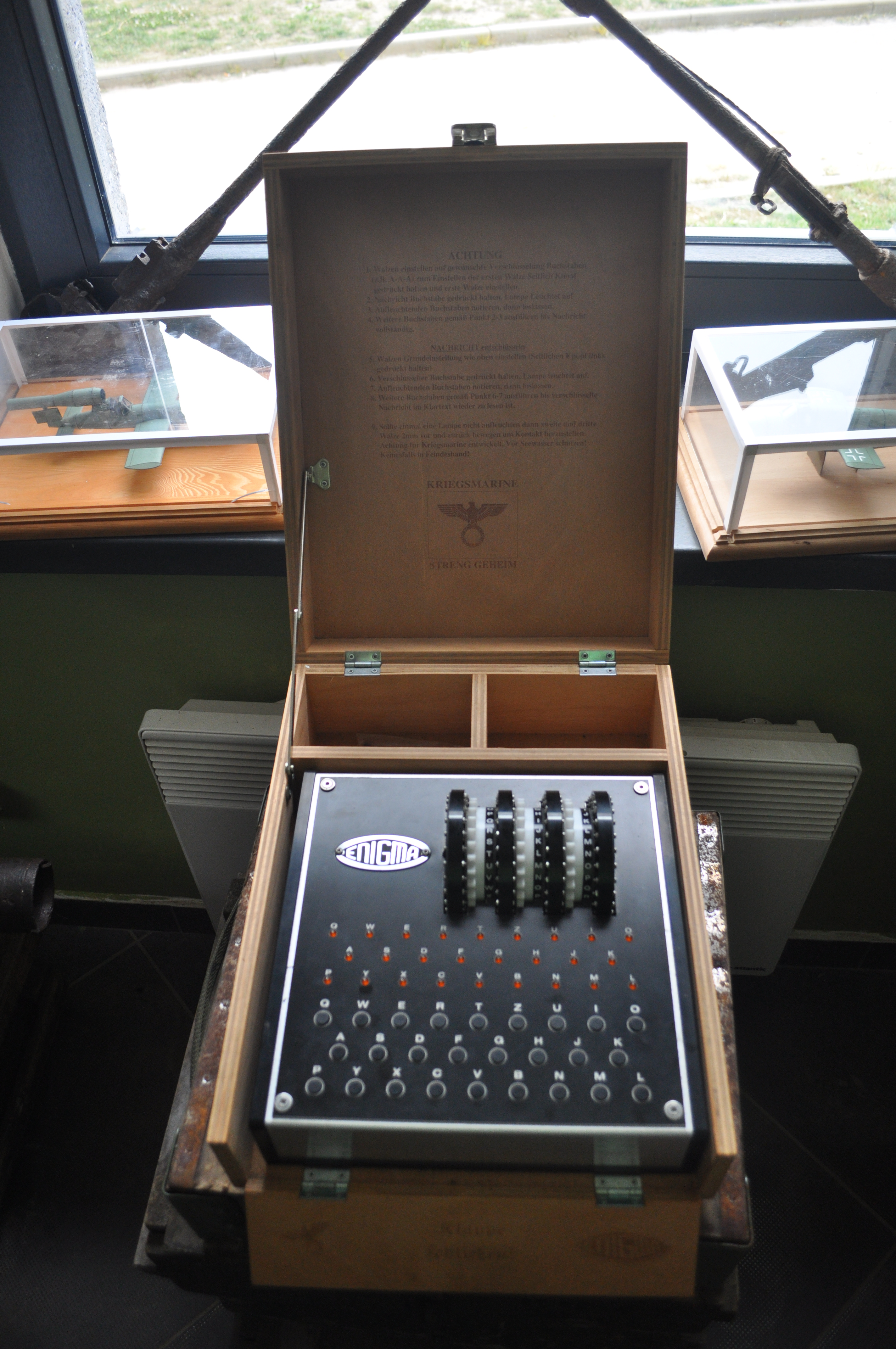
Moderner Enigma-Nachbau
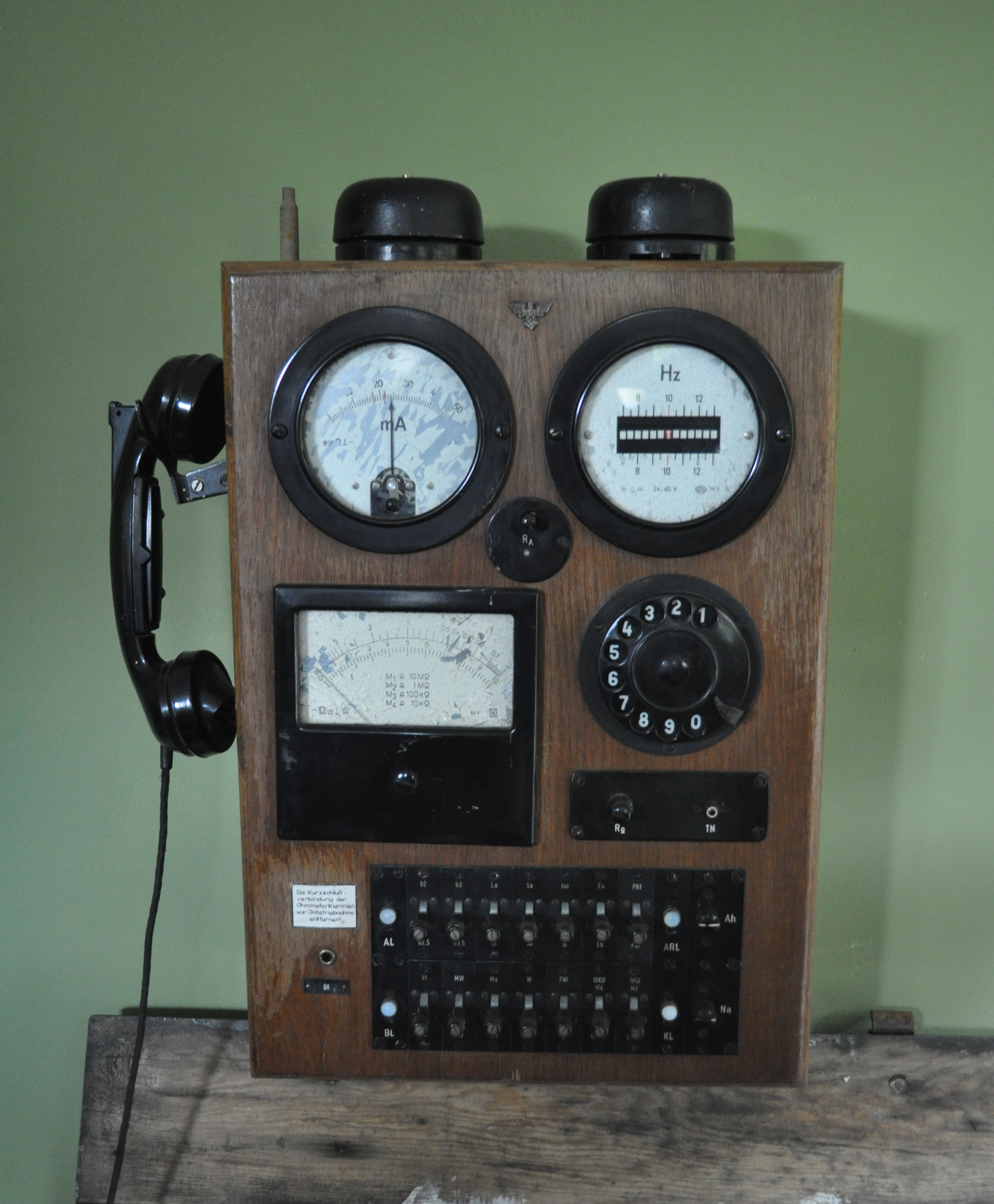
Fernsprech-anlage